# Dmitri Crețul
Dmitri Crețul (n. 30 aprilie 1933, Camenca, URSS – d. 20 aprilie 2008, Tiraspol, Republica Moldova) a fost un constructor sovietic și moldovean, Erou al Muncii Socialiste.

## Biografie
S-a născut în orașul Camenca din același raion, RASS Moldovenească (URSS). Din 1952 a lucrat ca zidar. A luat parte la construcția centralei hidroelectrice de la Dubăsari. Din 1956 a lucrat în departamentul de construcții din Tiraspol. Din 1967 a fost maistru al unei brigăzi complexe.
A participat, de asemenea, la construcția unei fabrici de prelucrare a bumbacului în Tiraspol și al Centralei termoelectrice de la Cuciurgan cu sediul în Dnestrovsc. Mai târziu a participat la reconstrucția fabricilor Elektromaș și Moldvisolit. În anii 2000, a participat la construcția mai multor clădiri din Tiraspol, printre care se numără noua clădire a școlii de artă pentru copii „Foinitski”.
A murit pe 20 aprilie 2008 în Tiraspol.

## Distincții și titluri
- Erou al Muncii Socialiste[4][3]
- Constructor emerit al RSSM[4]
- Ordinul Insigna de onoare[4]
- Ordinul Lenin[4]
- Cetățean de onoare al Tiraspolului (1982)[3]